# FC Unirea Alba Iulia
El FC Unirea Alba Iulia fue un club de fútbol rumano de la ciudad de Alba Iulia, fundado en 1924 y extinguido en 2022, cuando fue adquirido por el Ayuntamiento de la ciudad, siendo rebautizado con el nombre CSM Unirea Alba Iulia. El nuevo equipo disputa sus partidos como local en el Stadionul Cetate y juega en la Liga III.

## Jugadores destacados
- Nicolae Căian
- Cornel Țălnar
- Iani Mitracu
- Marian Georgescu
- Iulian Nichimiş
- Lucian Giurcă
- Dacian Furdui
- Adrian Teodorescu
- Dan Boloş
- Dorin Rădoi
- Gheorghe Ceauşilă
- Iulian Zgripcea
- Marius Vlădoi
- Mircea Bornescu
- Bobby Verdeş
- Ioan Luca
- Vasile Jercălău
- Cornel Casoltan
- Sorin Hîncu
- Florin Cotora
- Petru Țurcaş
- Cosmin Bar
- Florin Macavei
- Ovidiu Maier
- Remus Chivescu
- Adrian Nedelea
- Marian Dinu
- Adorian Himcinschi
- Alin Paleacu
- Daniel Lupaşcu
- Emerich Vascko
- Mihai Mincă
- Dionisiu Bumb
- Casian Maghici
- Nicolae Grigore
- Constantin Avram
- Sorin Ciobanu
- Daniel Minea
- Andrei Mitrofan
- Alexandru Kovacs
- Darius Miclea
- Tibor Moldovan
- Rareş Oprea
- Mircea Oprea
- Miroslav Giuchici
- Constantin Găldean
- Mircea Stanciu
- Alexandru Pelici
- Marius Pârva
- Cristian Hărdău

## Entrenadores destacados
- Alexandru Pelici
- Aurel Şunda
- Marcel Rusu
- Alin Artimon
- Stelian Gherman
- Gheorghe Mulțescu

## Palmarés
Copa de Rumania
- Campeones (0):, Mejor resultado: Semifinales 1990-91

Liga I:
- Campeones (0):, Mejor resultado: 6º lugar 2003-04

Liga II
- Campeones (2): 2002-03, 2008-09
- Subcampeón (1): 1993-94

Liga III
- Campeones (3): 1978–79, 1983–84, 1987–88
- Subcampeón (1): 1981–82